# Ragan Smith
Ragan Elisabeth Smith (Snellville, 8 agosto 2000) è un'ex ginnasta statunitense, campionessa nazionale nel concorso individuale, alla trave e al corpo libero nel 2017 e riserva della squadra olimpica degli Stati Uniti alle Olimpiadi di Rio del 2016. 
Fino al 2018 si allenava alla Texas Dreams Gymnastics con la campionessa del mondo Kim Zmeskal.

## Carriera

### Carriera junior
Nel 2012 la Smith gareggia agli U.S. Classic nel gruppo Hopes, classificandosi prima al corpo libero, seconda nel concorso individuale e al volteggio, terza alla trave. 
Nel 2013 passa al livello "elite". Partecipa agli U.S. Classic, dove si classifica sesta alla trave. Grazie ai suoi punteggi riesce a qualificarsi per i Campionati Nazionali. Si classifica diciassettesima nel concorso individuale, decima alla trave e ottava al corpo libero. In autunno lascia la NorthWind per allenarsi con Kim Zmeskal-Burdette alla Texas Dreams Gymnastics. Viene invitata per la prima volta ad un allenamento della nazionale nel mese di ottobre. 

#### 2014
Nel mese di marzo entra a far parte della squadra nazionale e selezionata per il Trofeo Città di Jesolo. Contribuisce all'oro della squadra americana e finisce ottava nel concorso individuale dopo una caduta alla trave e al corpo libero. All'inizio di agosto gareggia agli U.S. Classic, dove vince l'oro al corpo libero e si classifica dodicesima alle parallele e tredicesima nel concorso individuale. Ai Nazionali vince l'argento alla trave e al corpo libero, ma cade alle parallele e finisce al settimo posto nel concorso individuale, a meno di 0.500 punti dal sesto posto che garantisce l'automatico accesso alla squadra nazionale. Dopo il collegiale di ottobre, viene nuovamente aggiunta alla squadra nazionale. 

#### 2015
La Smith gareggia al Trofeo Città di Jesolo a marzo, vincendo l'oro a squadre, l'argento al corpo libero e il bronzo al volteggio. Nel mese di luglio partecipa agli U.S. Classic, vincendo l'oro al corpo libero, l'argento nel concorso individuale, il bronzo al volteggio. Nel mese di agosto diventa campionessa nazionale junior alla trave e al corpo libero. Vince il bronzo nel concorso individuale.

### Carriera senior

#### 2016
La Smith fa il suo debutto internazionale come ginnasta senior al Trofeo Città di Jesolo. Vince l'oro con la squadra e individualmente la medaglia d'argento nel concorso individuale, alla trave e al corpo libero. Viene quindi scelta per far parte della squadra americana per i Pacific Rim Championships in sostituzione di Maggie Nichols infortunata. Vince l'oro con la squadra e alla trave. Nel mese di giugno, gareggia alle parallele e alla trave agli U.S. Classic, esibendo per la prima volta il Patterson in uscita alla trave. Si classifica sesta alle parallele e quinta alla trave. Ai Campionati nazionali incontra alcune difficoltà alla trave e al corpo libero. Si classifica quinta alla trave, ottava nel concorso individuale, undicesima alle parallele e tredicesima al corpo libero. Il suo piazzamento nel concorso individuale le permette di qualificarsi per gli Olympic Trials. Qui si classifica seconda alla trave, quinta nel concorso individuale, sesta al corpo libero, decima alle parallele e undicesima al volteggio. Viene quindi scelta come riserva per la squadra olimpica.

#### 2017: campionessa nazionale
La Smith viene scelta per partecipare all'American Cup nel mese di febbraio. Nonostante una caduta alla trave, vince l'oro davanti alla giapponese Asuka Teramoto e alla francese Mélanie de Jesus dos Santos. Nel mese di luglio gareggia alle parallele e alla trave agli U.S. Classic, vincendo l'oro in entrambe le specialità. Nel mese di agosto diventa campionessa nazionale nel concorso individuale, alla trave e al corpo libero; alle parallele vince la medaglia di bronzo. 
Viene scelta per rappresentare gli Stati Uniti ai Campionati del Mondo di Montreal insieme a Ashton Locklear, Jade Carey e Morgan Hurd. 
Durante le qualificazioni si qualifica al secondo posto per la finale all around e al primo per la finale a corpo libero ma, appena prima della finale all around, si infortuna al volteggio durante il riscaldamento, ed è quindi impossibilitata a partecipare alle finali.

#### 2018
Ad aprile gareggia al Trofeo Città di Jesolo. Qui vince l'argento nel concorso individuale, alla trave e alle parallele. 
A luglio gareggia agli US Classics, vincendo il bronzo alla trave.
Ad agosto partecipa ai Campionati nazionali, concludendo le due giornate di gara al decimo posto nell'all around, ottavo al volteggio e alla trave, undicesimo a parallele e corpo libero.
Ad ottobre viene scelta per far parte della squadra per i Mondiali, come riserva.
A dicembre annuncia ufficialmente il ritiro dall'attività agonistica, iscrivendosi all'Università dell'Oklahoma con l'obiettivo di gareggiare in NCAA.